# Fightball
Fightball ist eine 2006 gegründete Punkrock-Band aus Deutschland.

## Geschichte
Fightball ist eine 2006 von Sören, Daniel, Roger und Bertl gegründete Punkrock Band. 2007 spielten sie ihr erstes Konzert und veröffentlichten 2008 ihr gleichnamiges Debütalbum Fightball.
Nach der Tour mit Rat City Riot im Jahr 2010 verließ Sänger Bertl die Band und wurde durch Phil ersetzt. 2012 erschien mit The Hyperbole of a Dead Man das zweite Album. Neben dem Wechsel im Gesang veränderte sich der Stil der Band im Vergleich zum ersten Album. Weg vom reinen Streetpunk und Oi! hin zum Punkrock war das zweite Album mehr durch andere musikalischen Stile beeinflusst und schaffte es so ein größeres Publikum anzusprechen. Eine Besonderheit des Albums ist neben der Musik das vom italienischen Künstler Alberto Bekerini gezeichnete Glühlämpchen, welches im Booklet und auf dem Cover zu sehen ist. Dieses zeigt sinnbildlich das Leben von der Geburt bis hin zum Tod. Hierbei stellt das auf dem Cover gezeigte, auf einer Bombe reitende Glühlämpchen, das Highlight des Lebens dar.
Es folgten Konzerte in Deutschland und Europa. Nach fast drei Jahren Studiopause und einem weiteren Besetzungswechsel, Timi an der Gitarre und Jens am Schlagzeug ersetzten Flo und Sören, folgte mit Theatre Fatal 2015 ihr drittes Album beim Label Ring of Fire.

Fightball, Live auf dem Free & Easy Festival & Hafen Rock
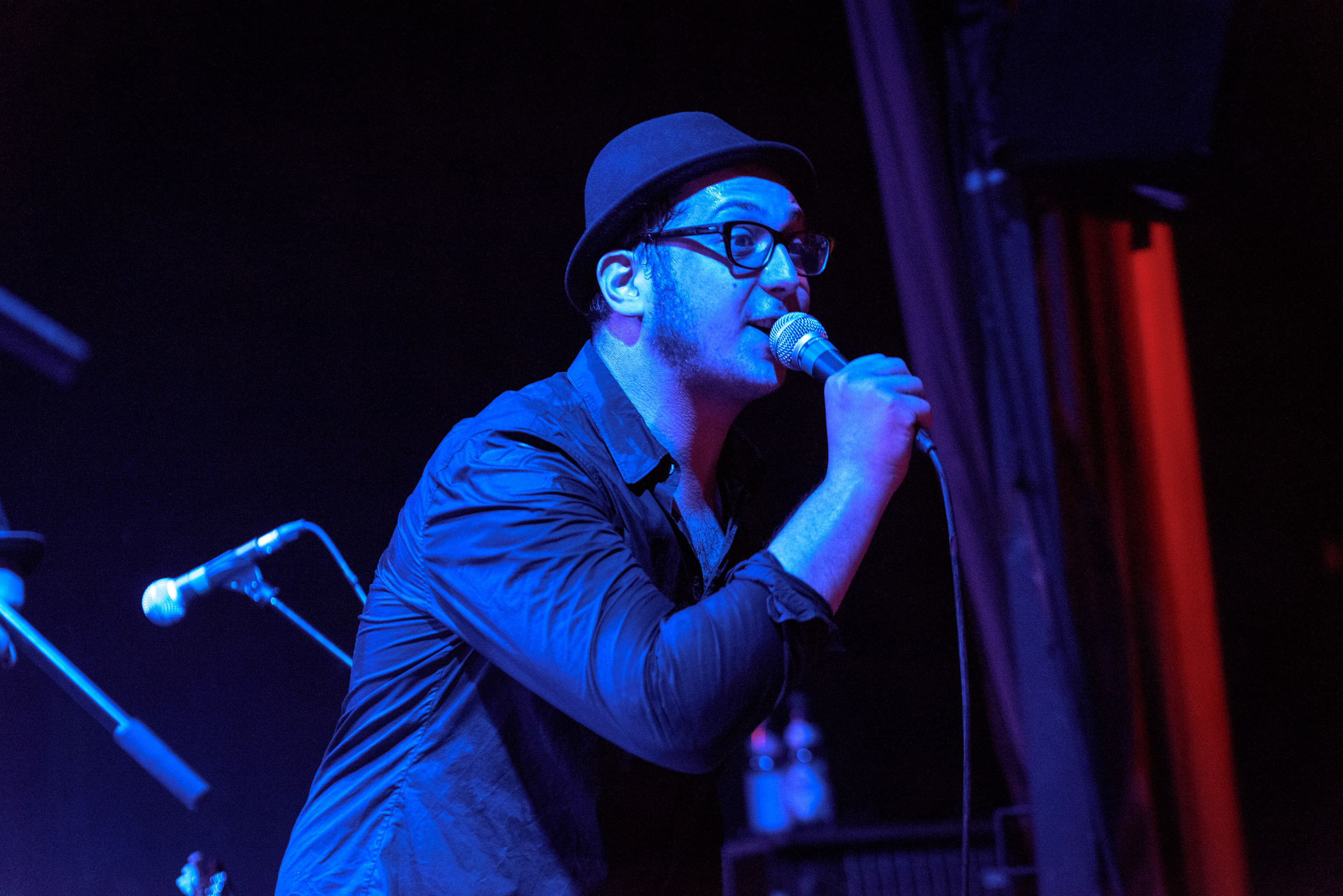
Phil
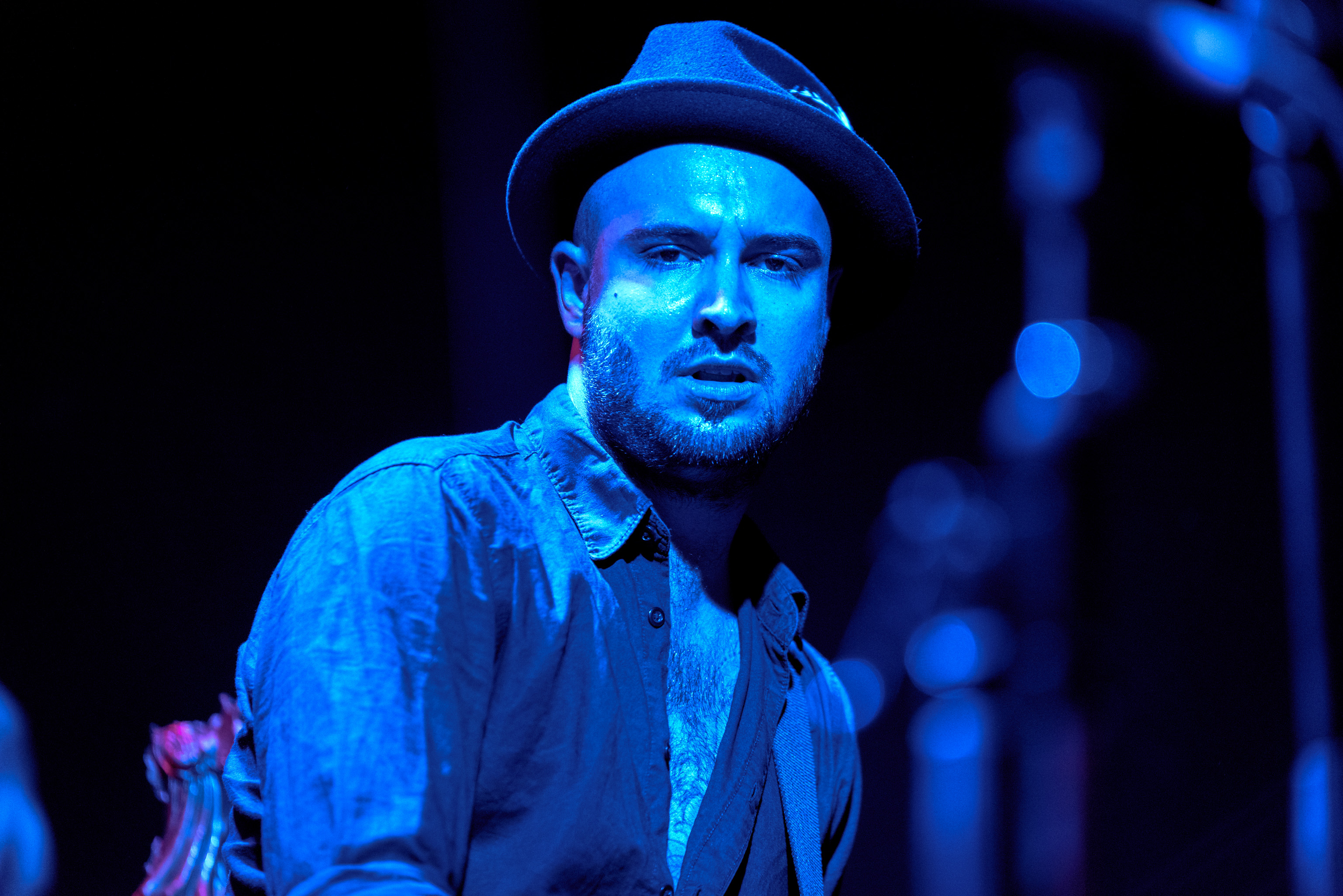
Timmi
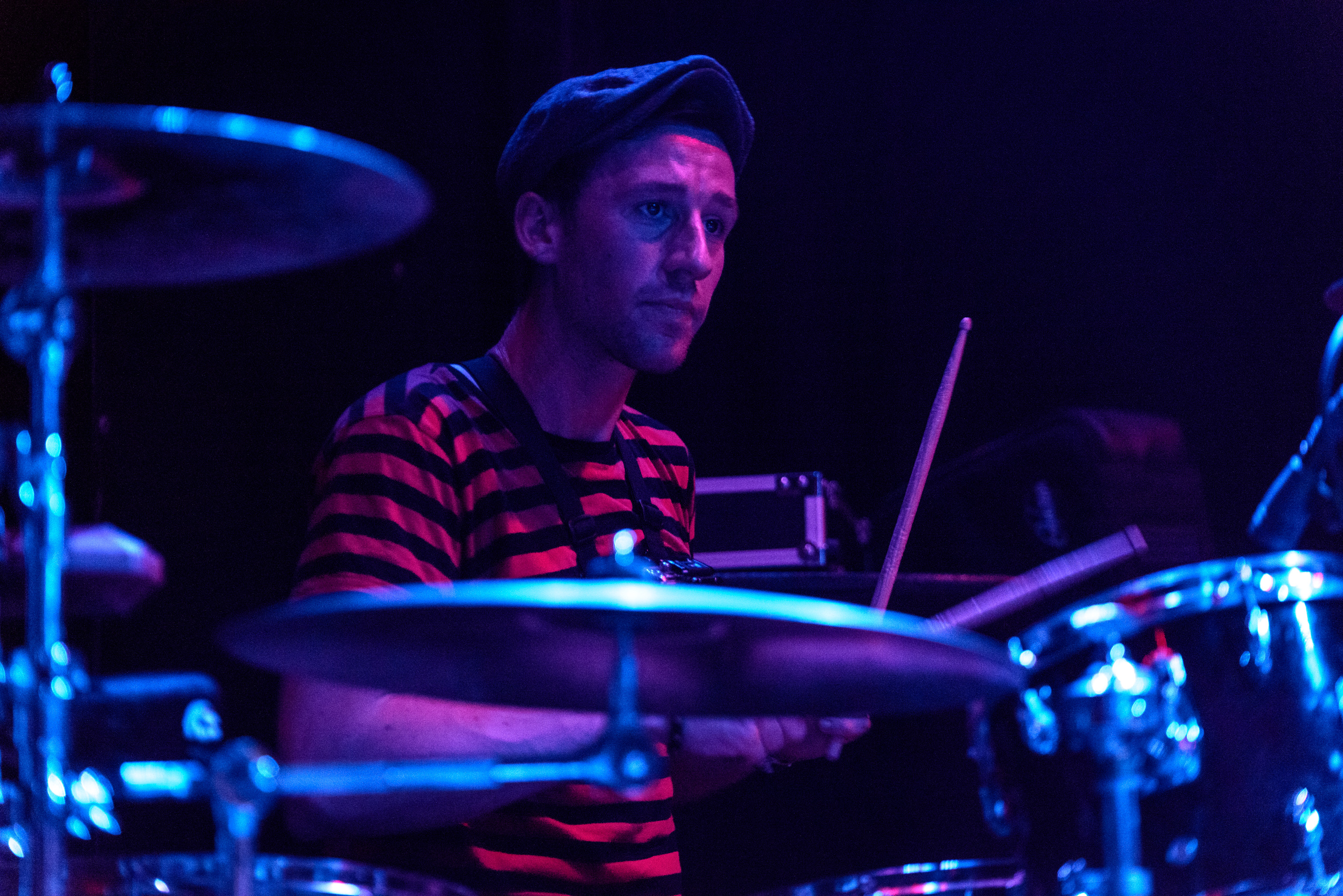
Jens
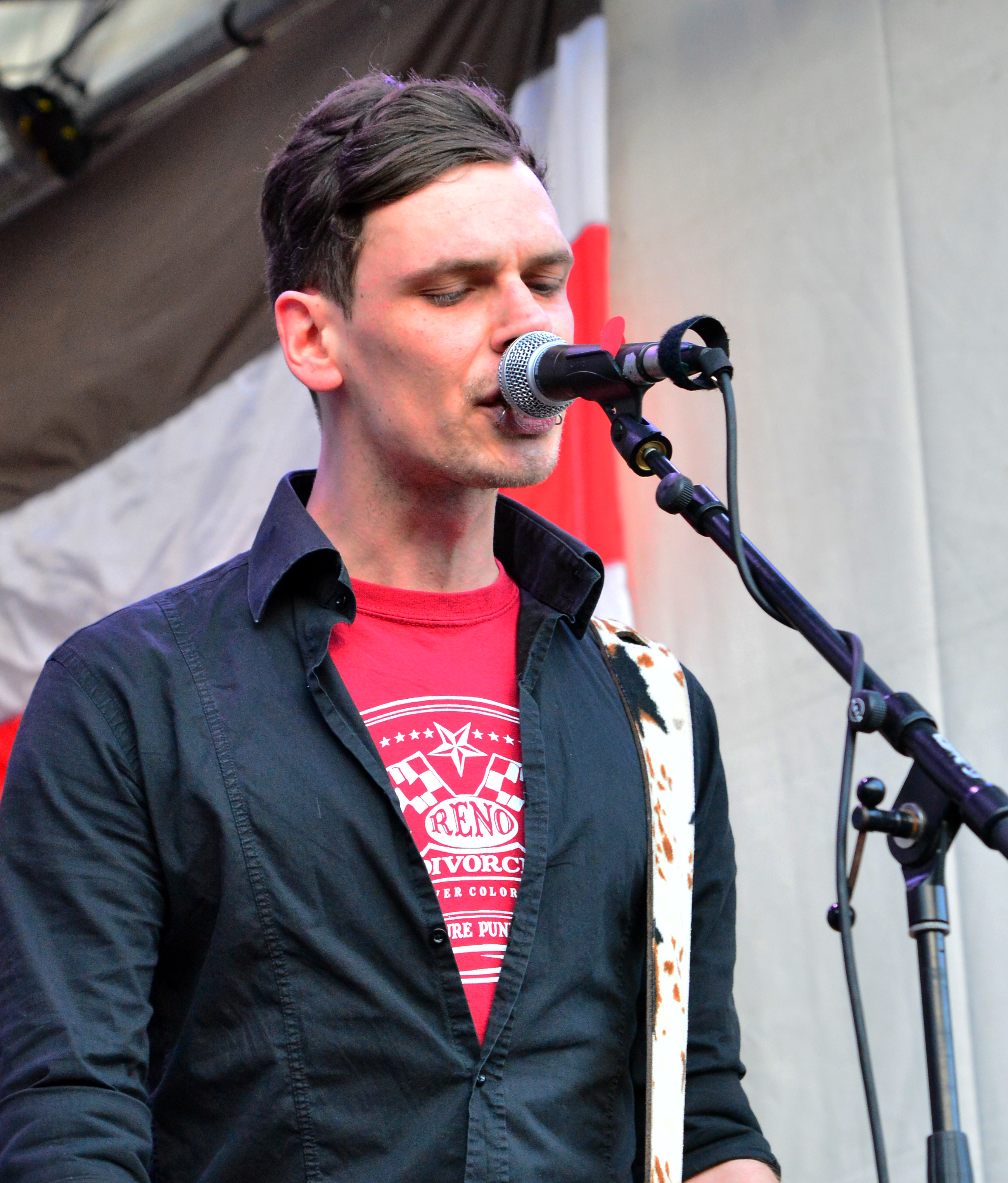
Daniel
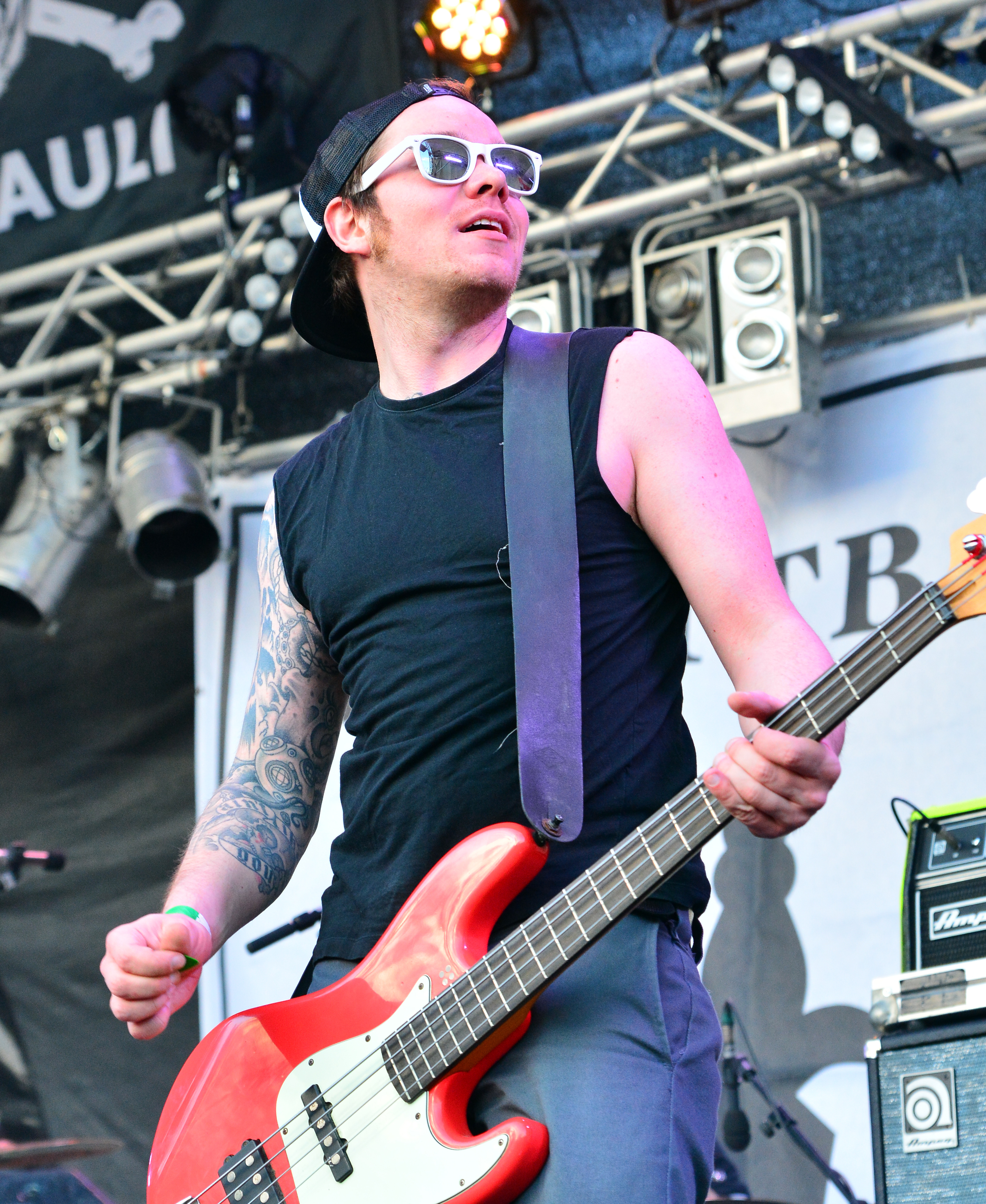
Roger

## Diskografie
Alben
- Fightball (2008; Dambuster Records)
- The Hyperbole of a Dead Man (2011; Wolverine Records)
- Remains (2013; Headquarter Records)
- Theatre Fatal (2015; Ring of Fire Records)